# Кожевниковский район
Коже́вниковский район — административно-территориальная единица (район) и муниципальное образование (муниципальный район) на юге Томской области России.
Административный центр района — село Кожевниково, расположенное в 109 км от города Томска.

## География
Граничит: с севера — с Шегарским районом (протяжённость границы 90,8 км); с востока — с Томским районом (91 км); с востока, юго-востока, юга и запада — с Новосибирской областью (Колыванским и Болотнинским районами) (256,5 км). Общая протяжённость границы — 438,3 км.
Леса занимают 34 % территории, сельхозугодья — 31 % территории района. В районе находятся два геологических и шесть ботанических памятников природы.

## История
Был образован в составе Томского округа Сибирского края 20 июня 1930 года на месте упраздняемых Богородского и Вороновского районов. 
30 июля 1930 года Томский округ был упразднён, а Сибирский край — разделён на западную и восточную части; район оказался в составе нового Западно-Сибирского края. 
В 1936 году северная половина территории района (примерно земли бывшего Богородского района) была выделена в отдельный Шегарский район. 
28 сентября 1937 года, при упразднении Западно-Сибирского края РСФСР, была образована Новосибирская область, и район находился в её составе несколько лет. 13 августа 1944 года из Новосибирской области была создана вновь (после 1782) Томская область, в состав которой перешёл и Кожевниковский район.
В 1957—1965 гг. район был в составе Томского совнархоза (Томская область РСФСР).
Во время проходившей в 1960-х годах реформы административного деления СССР Кожевниковский район 8 февраля 1963 года был упразднён (его территория была присоединена к Шегарскому району), однако уже 7 января 1965 года был восстановлен в прежних границах.

## Численность населения
| 2002    | 2007    | 2008    | 2009    | 2010    | 2011    |
| ------- | ------- | ------- | ------- | ------- | ------- |
| 22 582  | ↘22 300 | →22 300 | ↘22 222 | ↘20 967 | ↗20 969 |
| 2012    | 2013    | 2014    | 2015    | 2016    | 2017    |
| ↘20 809 | ↘20 696 | ↘20 631 | ↘20 526 | ↘20 355 | ↘20 351 |
| 2018    | 2019    | 2020    | 2021    |         |         |
| ↘20 287 | ↘20 268 | ↗20 270 | ↗20 414 |         |         |

## Муниципально-территориальное устройство
В муниципальный район входят 8 муниципальных образований со статусом сельских поселений.
| № | Муниципальное образование            | Административный центр | Количество населённых пунктов | Население (чел.) | Площадь (км²) |
| - | ------------------------------------ | ---------------------- | ----------------------------- | ---------------- | ------------- |
| 1 | Вороновское сельское поселение       | село Вороново          | 7                             | ↘1926            | 576,94        |
| 2 | Кожевниковское сельское поселение    | село Кожевниково       | 3                             | ↗8707            | 397,12        |
| 3 | Малиновское сельское поселение       | село Малиновка         | 5                             | ↘1183            | 554,26        |
| 4 | Новопокровское сельское поселение    | село Новопокровка      | 4                             | ↗1192            | 364,75        |
| 5 | Песочнодубровское сельское поселение | село Песочнодубровка   | 6                             | ↗1549            | 384,55        |
| 6 | Староювалинское сельское поселение   | село Старая Ювала      | 7                             | ↘2608            | 740,37        |
| 7 | Уртамское сельское поселение         | село Уртам             | 2                             | ↘1297            | 229,85        |
| 8 | Чилинское сельское поселение         | село Чилино            | 4                             | ↗1952            | 659,70        |

### Населённые пункты
В Кожевниковском районе 38 населённых пунктов.
| №  | Населённый пункт       | Тип     | Население | Муниципальное образование            |
| -- | ---------------------- | ------- | --------- | ------------------------------------ |
| 1  | Аптала                 | деревня | ↗225      | Староювалинское сельское поселение   |
| 2  | Аркадьево              | деревня | ↗140      | Новопокровское сельское поселение    |
| 3  | Астраханцево           | деревня | ↗11       | Кожевниковское сельское поселение    |
| 4  | Базой                  | село    | ↘512      | Чилинское сельское поселение         |
| 5  | Батурино               | село    | ↘331      | Чилинское сельское поселение         |
| 6  | Борзуновка             | деревня | ↗187      | Малиновское сельское поселение       |
| 7  | Верхняя Уртамка        | деревня | ↗71       | Малиновское сельское поселение       |
| 8  | Волкодаевка            | деревня | ↘38       | Вороновское сельское поселение       |
| 9  | Вороново               | село    | ↘1118     | Вороновское сельское поселение       |
| 10 | Десятово               | село    | ↗337      | Новопокровское сельское поселение    |
| 11 | Екимово                | деревня | ↘58       | Вороновское сельское поселение       |
| 12 | Елгай                  | село    | ↘403      | Староювалинское сельское поселение   |
| 13 | Еловка                 | деревня | ↘224      | Вороновское сельское поселение       |
| 14 | Ерестная               | деревня | ↗289      | Чилинское сельское поселение         |
| 15 | Зайцево                | деревня | ↘448      | Староювалинское сельское поселение   |
| 16 | Каштаково              | деревня | ↗2        | Вороновское сельское поселение       |
| 17 | Киреевск               | село    | ↘303      | Кожевниковское сельское поселение    |
| 18 | Кожевниково            | село    | ↗8393     | Кожевниковское сельское поселение    |
| 19 | Кожевниково-на-Шегарке | деревня | ↗224      | Песочнодубровское сельское поселение |
| 20 | Красный Яр             | деревня | ↘95       | Вороновское сельское поселение       |
| 21 | Малиновка              | село    | ↘344      | Малиновское сельское поселение       |
| 22 | Могильники             | деревня | ↘0        | Уртамское сельское поселение         |
| 23 | Муллова                | деревня | ↘217      | Песочнодубровское сельское поселение |
| 24 | Новая Ювала            | деревня | ↘172      | Староювалинское сельское поселение   |
| 25 | Новодубровка           | деревня | ↘22       | Песочнодубровское сельское поселение |
| 26 | Новопокровка           | село    | ↗524      | Новопокровское сельское поселение    |
| 27 | Новосергеевка          | село    | ↘269      | Малиновское сельское поселение       |
| 28 | Новоуспенка            | деревня | ↘177      | Песочнодубровское сельское поселение |
| 29 | Осиновка               | село    | ↘391      | Вороновское сельское поселение       |
| 30 | Песочнодубровка        | село    | ↗724      | Песочнодубровское сельское поселение |
| 31 | Сафроновка             | деревня | ↘191      | Новопокровское сельское поселение    |
| 32 | Старая Ювала           | село    | ↗978      | Староювалинское сельское поселение   |
| 33 | Старочерново           | деревня | ↘11       | Староювалинское сельское поселение   |
| 34 | Тека                   | село    | ↘312      | Малиновское сельское поселение       |
| 35 | Терсалгай              | деревня | ↘185      | Песочнодубровское сельское поселение |
| 36 | Уртам                  | село    | ↘1297     | Уртамское сельское поселение         |
| 37 | Хмелёвка               | село    | ↘371      | Староювалинское сельское поселение   |
| 38 | Чилино                 | село    | ↗820      | Чилинское сельское поселение         |

| № | Населённый пункт | Тип     | Год упразднения |
| - | ---------------- | ------- | --------------- |
| 1 | Молчаново        | деревня | 2004            |
| 2 | Песочно-Горельск | деревня | 2004            |

## Экономика
Ведущая отрасль экономики — сельское хозяйство (71,4 %). Другие отрасли — строительство (10,1 %), промышленность (4,2 %), транспорт (1,2 %).

## Транспорт
Протяженность дорог — 286 км, в том числе с асфальтобетонным покрытием — 219 км, гравийных — 32 км, грунтовых — 35 км.